# زمین‌لرزه ۱۹۹۹ کلمبیا، آرمنیا
زمین‌لرزه کلمبیا، آرمنیا  در تاریخ ۲۵ ژانویه ۱۹۹۹ میلادی، برابر با ‎۵ بهمن ۱۳۷۷، ساعت ۱۸:۱۹:۱۶ به زمان یوتی‌سی در کلمبیا، منطقه آرمنیا رخ داد. ژرفای این زلزله ۲۵٫۲ کیلومتر بود، و بزرگی آن ۶٫۱ در مقیاس Mw اعلام شده‌است. زمین‌لرزه به وقت محلی در روز دوشنبه، ساعت ۱۳ روی داده و منطقه زمانی آن یوتی‌سی -۵ بوده‌است .
سازمان زمین‌شناسی آمریکا نیز رومرکز این زمین‌لرزه را در مختصات ۴°۲۷′۴۰″شمالی ۷۵°۴۳′۲۶″غربی / ۴٫۴۶۱°شمالی ۷۵٫۷۲۴°غربی و ژرفای آن را در ۱۷ کیلومتر گزارش کرده‌است. بزرگی برگزیدهٔ این سازمان از میان بزرگی‌های محاسبه‌شدهٔ مختلف ۶٫۲ در مقیاس ML بوده و از دید اثر، در میان چهار دسته‌بندی «نامحسوس»، «محسوس»، «زیان‌آور» یا «با تلفات»، زلزله را «با تلفات» اعلام کرده‌است.در زمین‌لرزه ۶۰ درصد ساختمان‌ها در آرمنیا، ۶۰ درصد در Caalarca و ۵۰ درصد خانه‌ها در Pereita خراب شده‌است.رانش زمین در آن به وجود آمده‌است.
پروژهٔ «تنسور گشتاور مرکزوار» زاویه‌های (راستا، شیب، ریک) گسل سازندهٔ زمین‌لرزه و صفحه عمود بر آن را (°۸، °۶۵، °۲۱-) یا (°۱۰۷، °۷۱، °۱۵۳-) و نوع گسل را «امتدادلغز» فرارسانده‌است.
شمار کشتگان زلزله حدود ۱۱۸۵ نفر بوده‌است.تعداد زخمیان ۴۷۵۰ نفر برآورده شده‌است.بی‌خانمان شدگان نیز ۲۵۰۰۰۰ نفر اعلام شده‌است.